# Riccardo Nuti
Riccardo Nuti (Palermo, 22 agosto 1981) è un politico italiano, deputato ed ex capogruppo del Movimento 5 Stelle alla Camera dei deputati.

## Biografia
Nato a Palermo, consegue il diploma di perito industriale capotecnico informatico e lavora per otto anni come analista di processi d'azienda, nel settore della qualità e del monitoraggio per il business intelligence.
Dal 2007 è attivista nel meetup del Movimento 5 Stelle di Palermo.
Alle elezioni amministrative del 6-7 maggio 2012 è candidato a sindaco di Palermo per il Movimento 5 Stelle, ottiene 3288 voti non risultando eletto, non accedendo difatti neppure al consiglio comunale.
Viene prima candidato alle parlamentarie del Movimento 5 Stelle, ottenendo 144 preferenze e risultando il primo dei candidati. Alle elezioni politiche del 2013 è quindi candidato alla Camera dei Deputati, nella circoscrizione Sicilia 1, come capolista del Movimento 5 Stelle, venendo eletto deputato della XVII legislatura.

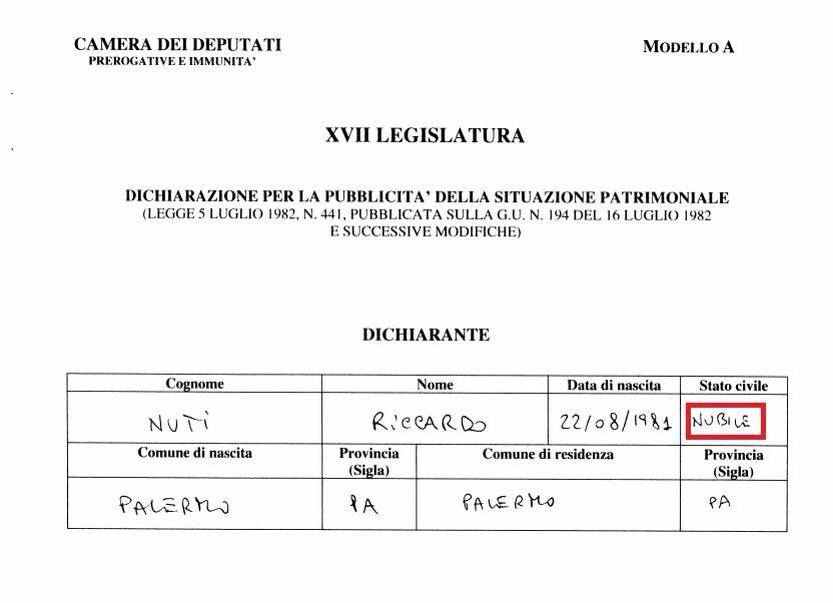
Scheda Dichiarazione Situazione Patrimoniale - Camera dei Deputati - XVII legislatura

Dal 5 giugno 2013 è ufficiosamente "capogruppo" e portavoce del Movimento 5 Stelle alla Camera, subentrando a Roberta Lombardi, in virtù del regolamento interno del gruppo che prevede una rotazione trimestrale della carica. Colei che lo ha preceduto è tuttavia rimasta ufficialmente presidente del gruppo parlamentare per motivi tecnico-burocratici dovuti all'organizzazione parlamentare. Il 24 luglio 2013 successivo Nuti è diventato ufficialmente presidente del gruppo a seguito delle dimissioni dell'on. Lombardi.
Dal 16 settembre 2013 al termine della scadenza dei tre mesi gli subentra il vicario Alessio Villarosa come nuovo Capogruppo. Rimane ufficialmente presidente di gruppo per motivi burocratici fino al 4 settembre 2014 quando lo stesso Villarosa gli subentra ufficialmente come presidente del gruppo.
Nel novembre 2016 viene indagato, assieme alle deputate Claudia Mannino e Giulia Di Vita, i tre parlamentari  dalla procura di Palermo nell'ambito dell'inchiesta sulle firme false di M5S per le amministrative palermitane del 2012..
Il 29 novembre il collegio dei probiviri dispone la sua "sospensione cautelare dal Movimento 5 Stelle".
Il 14 aprile 2017 sul blog del Movimento, Beppe Grillo informa che "verrà chiesto ai probiviri di valutare nuove sanzioni oltre a quelle già applicate e all'assemblea dei parlamentari di procedere anche alla sospensione temporanea dal gruppo parlamentare" Il 18 aprile seguente, assieme alla collega Giulia Di Vita, abbandona il Movimento 5 Stelle alla Camera dei Deputati per passare al Gruppo misto.
Conclude il proprio mandato parlamentare nel marzo 2018.